# Malaa
Malaa es un DJ y productor francés de música electrónica, que firmó con el sello Confession de Tchami. Irrumpió en la escena de la música electrónica a través de su sencillo "Notorious", que fue el segundo lanzamiento de Confession. Su identidad es desconocida, ya que aparece en público como un hombre con pasamontañas.

## Identidad
La identidad de Malaa es desconocida. Se piensa que Malaa esté formado por un dúo entre DJ Snake y Tchami, ya que a menudo se les acredita en las producciones de pistas de los demás y están conectados al proyecto a través de remixes. También se especula que Mercer está involucrado en Malaa, ya que el mismo equipo de gestión se comparte entre los tres artistas. A través de una publicación de Reddit sobre el tema, Redditors descubrió un tuit en Twitter donde un usuario escribió "No puedo creer que esté abierto para el proyecto paralelo de dj snake + tchami el próximo jueves", mientras se vincula a una mezcla SoundCloud de Malaa. El tuit fue favorecido por la cuenta de Twitter de DJ Snake, que insinúa su participación en el tema. El DJ francés Sebastien Benett también se especula que es Malaa, debido a la eliminación rápida de un comentario de Facebook del perfil de Mercer que decía que Malaa era un apodo de Benett, y que las últimas publicaciones de Benett en SoundCloud coinciden con las primeras apariciones de Malaa.

## Trayectoria

### 2015–presente
En septiembre de 2017, Malaa y el artista de Future House Tchami anunciaron su gira "No Redemption" que se realizó en América del Norte. Para promocionar el evento de la gira, lanzaron una canción House influenciada por el hip-hop titulada "Summer 99" el 29 de septiembre de 2017.
Malaa es conocido por su "¿Who Is Malaa?" mezclas continuas que lanza a través de SoundCloud, que presentan pistas de Ghetto House, Bass House y Future House.
En 2017 Malaa lanzó dos títulos Bylina y Contagious de su primer mixtape, Illegal Mixtape con títulos de él mismo y de otros artistas firmados en Confession label. El mismo año lanza otros tres títulos, Belleville, Paris 96 y Hostyl con la colaboración del DJ francés Dombresky. Después de haber lanzado su primer mixtape, lanza dos títulos en colaboración con Tchami, Summer 99 y The Sermon, del próximo EP que lanzarían en conjunto titulado "No Redemption". En 2018, Tchami y Malaa lanzaron el último título, Kurupt, antes del lanzamiento del EP, Malaa actúa con Tchami en vivo en el escenario de Ultra Music Festival en Miami. El 4 de abril de ese año, lanzan su EP en conjunto, bajo el nombre de "No Redemption" con canciones como Summer 99, The Sermon, Kurupt y Deus, después de realizar su gira No Redemption' North American Tour en los Estados Unidos. Tchami anuncia una segunda parte del No Redemption Tour , todavía en compañía de Malaa, que abarca los años 2018 y 2019 en todo el mundo. El 14 de julio, cierran el Festival de Música Electrobeach en Port Barcarès. En ese mismo año, Malaa lanzó una versión remezclada del título Music Sounds Better With You de Stardust con la colaboración de Noizu. Además de lanzar tres canciones en solitario, como Bling Bling , We Get Crunk y Cash Money para su segundo mixtape, Illegal Mixtape II.

En 2019, Malaa es el encargado de cerrar la noche en Ultra Music Festival en el Worldwide Stage de Miami. Ese año lanzó títulos como Addiction, en la etiqueta Confession y Revolt colaboración con Jacknife en la etiqueta Premiere Class de DJ Snake. Además colabora en el sencillo Made in France, del segundo álbum, Carte Blanche de DJ Snake, con Tchami y Mercer. Lanza Criminal con la colaboración de la canadiense DJ Rezz, y en julio de ese mismo año, actúa en el escenario principal de la FEM.

Pardon My French

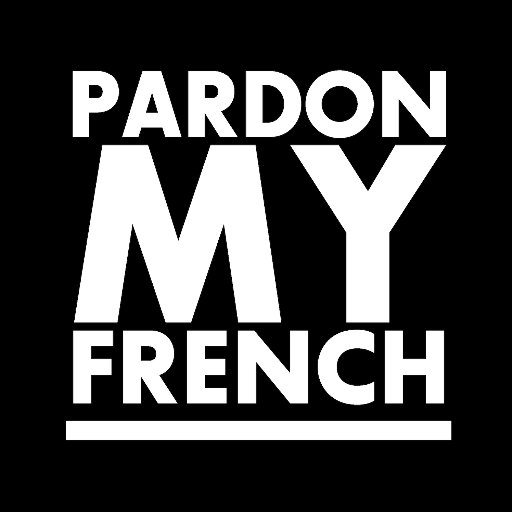
Pardon My French Logo

Actualmente, Malaa forma parte del equipo Pardon My French, un colectivo de cuatro DJs franceses compuestos por DJ Snake, Mercer, Tchami y él mismo Malaa. A lo largo del año 2016 y principios de 2017, el colectivo realizó un Pardon My French Tour en América del Norte.

## Álbumes compilatorios
| Title              | Details                                                                                      |
| ------------------ | -------------------------------------------------------------------------------------------- |
| Illegal Mixtape    | - Lanzamiento: 17 de abril de 2017 - Discográfica: Confession - Formato: Digital download    |
| Illegal Mixtape II | - Lanzamiento: 8 de noviembre de 2018 - Discográfica: Confession - Formato: Digital download |

### Extended plays
| Title                      | Details                                                                                  | Track Listing                                                                           |
| -------------------------- | ---------------------------------------------------------------------------------------- | --------------------------------------------------------------------------------------- |
| Illicit                    | - Lanzamiento: 5 de julio de 2016 - Discográfica: Confession - Formato: Digital download | List - - 1. "Illicit Intro" 2. "Diamonds" 3. "Frequency 75" 4. "Danger"                 |
| No Redemption(with Tchami) | - Lanzamiento: 4 de abril de 2018 - Discográfica: Confession - Formato: Digital download | List - - 1. "No Redemption Intro" 2. "Summer '99" 3. "Kurupt" 4. "The Sermon" 5. "Deus" |

### Sencillos
| Year | Title                                                     | Album              | Label                   |
| ---- | --------------------------------------------------------- | ------------------ | ----------------------- |
| 2015 | "H+M"                                                     | Non-album singles  | Self-released           |
| 2015 | "Pregnant"                                                | Non-album singles  | Fool's Gold Records     |
| 2016 | "Fade"                                                    | Non-album singles  | Confession              |
| 2016 | "Arsenic" (with Maximono)                                 | Non-album singles  | Confession              |
| 2016 | "Diamonds"                                                | Ilicit EP          | Confession              |
| 2016 | "Notorious"                                               | Non-album singles  | Confession              |
| 2016 | "Prophecy" (with Tchami)                                  | Non-album singles  | Confession              |
| 2017 | "Bylina"                                                  | Illegal Mixtape    | Confession              |
| 2017 | "Contagious"                                              | Illegal Mixtape    | Confession              |
| 2017 | "Belleville"                                              | Non-album singles  | Confession              |
| 2017 | "Paris 96"                                                | Non-album singles  | Self-released           |
| 2017 | "Hostyl" (with Dombresky)                                 | Non-album singles  | Confession              |
| 2017 | "Summer 99" (with Tchami]                                 | No Redemption EP   | Confession              |
| 2017 | "The Sermon" (with Tchami)                                | No Redemption EP   | Confession              |
| 2018 | "Kurupt" (with Tchami)                                    | No Redemption EP   | Confession              |
| 2018 | "Music Sounds Better With You" (with Noizu) (by Stardust) | Non-album singles  | Self-released           |
| 2018 | "Bling Bling"                                             | Illegal Mixtape II | Confession              |
| 2018 | "Cash Money"                                              | Illegal Mixtape II | Confession              |
| 2018 | "We Get Crunk"                                            | Illegal Mixtape II | Confession              |
| 2019 | "Addiction"                                               | Non-album singles  | Confession              |
| 2019 | "Revolt" (featuring Jacknife)                             | Non-album singles  | Premiere Classe Records |
| 2019 | "Criminals" (with Rezz)                                   | Non-album singles  | Rezz Music / Confession |
| 2020 | "OCB"                                                     | Non-album singles  | Confession              |
| 2020 | "Don't Talk"                                              | Non-album singles  | Confession              |

### Remixes
| Title                                                  | Year | Original artist                                                    |
| ------------------------------------------------------ | ---- | ------------------------------------------------------------------ |
| "Lean On" (Malaa Remix)                                | 2015 | Major Lazer and DJ Snake (featuring MØ)                            |
| "White Iverson" (Malaa Remix)                          | 2015 | Post Malone                                                        |
| "After Life" (Malaa Remix)                             | 2015 | Tchami                                                             |
| "Can't Feel My Face" (Malaa Remix)                     | 2015 | The Weeknd                                                         |
| "Mind" (Malaa Remix)                                   | 2016 | Jack Ü (featuring Kai)                                             |
| "Oh Me Oh My" (Malaa Remix)                            | 2017 | DJ Snake                                                           |
| "Satisfy" (Malaa Remix)                                | 2018 | Mercer (featuring Ron Carroll)                                     |
| "Music Sounds Better With You" (Malaa and Noizu Remix) | 2018 | Stardust                                                           |
| "Enzo" (Malaa Remix)                                   | 2019 | DJ Snake and Sheck Wes (featuring Offset, 21 Savage and Gucci Mane |